# XIX століття
XIX століття — століття, яке розпочалося 1 січня 1801 року і закінчилося 31 грудня 1900 року; дев'ятнадцяте століття нашої ери і дев'яте століття II тисячоліття.

## Події
- Закінчився Малий льодовиковий період
- Літні Олімпійські ігри 1896
- Європейська культура XIX століття
- 1869 — Завершено Суецький канал
- 1869 — Завершена Перша трансконтинентальна залізниця
- 1872 — Засновано Єллоустонський національний парк

### Наука
- опубліковано «Походження видів» Чарлза Дарвіна — 1859.

### Ідеологія
- США: доктрина «Явне призначення», Громадянська війна в США 1861–65
- Російська імперія:теорія офіційної народності
- Селянська реформа 1861
- Класичний лібералізм
- Польське повстання 1863—1864
- Період Едо (1603–1867), Період Мейдзі (1868–1912), Реставрація Мейдзі в Японії
- Династія Цін в Китаї
- 1888 — Скасування рабства в Бразилії

### Пандемії
- Нищівне і багаторазове нашестя холери
- Початок наприкінці цього століття третьої пандемії чуми — «портова чума або портова смерть».
- Початок боротьби з натуральною віспою — масове впровадження вакцинації.
- Декілька пандемій грипу.

### Визначні епідемії
- Наполеонівську армію охопив висипний тиф.
- Епідемії жовтої гарячки в Америці та Європі.

### Події на теренах Україні
- 17 листопада 1804 року засновано Харківський університет
- Засновано Київський університет — 1834
- 29 вересня 1881 (Львів, Австро-Угорська імперія) народився Людвіг фон Мізес видатний економіст, представник Австрійської школи економіки.

### Промисловість
- Промислова революція
- 1855 — Бесемерівський процес дозволяє масове виробництво сталі
- виникають промислові і торговельні синдикати — Англія та Франція — I. половина (у кам'яновугільній, машинобудівній і хімічній промисловості); урешті країн континентальної Європи та Пн. Америки — друга половина століття.

### Трести
- 1890 — Перший антитрестівський закон у США, Закон Шермана.
- 1890 — заснована «Амерікан Тобакос», виробляла майже 100 % сигарет у США.
- 1882 — заснований «Стандарт Оіл Траст» контролював близько 90 % нафтопереробних потужностей США.
- У період між 1897–1904 р.р., коли картелі вважалися незаконними, а злиття, що приводили до утворення монополій виявлялися в рамках закону, економіка США зазнала значних змін внаслідок цього роду об'єднань.

## Війни, повстання
- Російсько-іранська 1826—1828 і російсько-турецька 1828—1829 війни. Поразка Росії у Кримській війні 1853—1856
- Американо-мексиканська війна 1846–1848
- Революції 1848
- Війна проти Орібе і Росаса 1851–1852
- Наполеонівські війни 1803–1815
- Російсько-турецька війна (1806—1812)
- Грецька революція 1821–1829
- Російсько-турецька війна (1828—1829)
- Аргентино-бразильська війна 1825–1828
- Польське повстання 1830—1831
- Кримська війна 1853–1856
- Повстання сипаїв 1857–1858
- Іспано-американська війна—1898
- Боксерське повстання 1899–1901
- Друга англо-бурська війна 1899–1902
- Японсько-китайська війна 1894—1895
- Французько-прусська війна 1870–1871
- Російсько-турецька війна (1877—1878)
- Іспано-південноамериканська війна 1864–1866
- Австро-Прусська війна — 1866

## Діячі об'єднання Італії у єдину державу (Рісорджименто)
- Даніелє Манін
- Ніколо Томмазео
- Джузеппе Гарібальді

## Художні течії та художні школи
- Австрійська школа
- Віденська класична школа
- Класицизм пізній
- Романтизм
- Еклектика, тобто історичні стилі
- Модерн, тобто (Ар нуво, Сецесія, югендстиль)
- Реалізм
- Академізм та салонне мистецтво
- Барбізонська школа
- Передвижники
- Імпресіонізм
- Постімпресіонізм
- Понт-Авенська школа
- Мак'яйолі
- Дюссельдорфська художня школа
- Скагенські художники (Данія)

## Видатні особистості
- Отто фон Бісмарк
- Сидячий Бик
- Нед Келлі
- Авраам Лінкольн
- Наполеон I Бонапарт
- Олександр І, російський імператор (1801—†1825)
- Джон М'юр
- Гуґо Коллонтай
- Томас Джефферсон
- Джузеппе Гарібальді
- Вікторія (королева Великої Британії)
- Джефферсон Девіс
- Олександр II, російський імператор (1818—†1881)
- Флоренс Найтінгейл
- Евангелос Заппас
- Браун Джон
- Карл Менгер
- Кіт Карсон
- Карл Маркс
- Людвіг фон Мізес
- Фредерік Бастіа
- Фрідріх Енгельс
- Наполеон III
- Луї Філіп Орлеанський
- Олексій І
- Гораціо Нельсон

### Вчені
- Чарльз Дарвін
- Ойґен фон Бем-Баверк
- Франц Боас
- Миклухо-Маклай Микола Миколайович
- Луї Пастер
- Александр Жан Еміль Єрсен
- Роберт Кох
- Александер фон Гумбольдт
- Альфред Нобель
- Карл Менгер
- Менделєєв Дмитро Іванович, хімік
- Мечніков Ілля Ілліч
- Пирогов Микола Іванович
- Джозеф Долтон Гукер
- Етьєн-Жуль Маре
- Вільям Томсон
- Нікола Тесла
- Антоніо Салінас, археолог і нумізмат
- Бернгард Ріман
- Сантьяго Рамон і Кахаль
- Ґреґор Мендель, генетик
- Джеймс Клерк Максвелл
- Лобачевський Микола Іванович, математик
- Юстус фон Лібіх
- Герц Генріх
- Ернст Геккель
- Джозая Віллард Ґіббс
- Карл Фрідріх Гаус
- Зигмунд Фрейд
- Леон Фуко
- Майкл Фарадей, фізик
- Томас Алва Едісон
- Марія Кюрі
- Больяй Янош
- Людвіг Больцман
- Александер Грем Белл
- Антуан Анрі Беккерель
- Амедео Авогадро
- Фредерік Бастіа

### Винахідники
- Брати Люм'єр
- Жозеф Нісефор Ньєпс
- Вільгельм Майбах
- Готтліб Даймлер
- Брайль Луї

### Дослідники
- Руал Амундсен
- Девід Лівінгстон
- Роберт Пірі
- Семенов-Тянь-Шанський
- Пржевальський Микола Михайлович

### Садівники, лісоводи, ландшафтні архітектори
- Деніс Макклер (1762—1853)
- Куфальдт Георг Фрідріх (1853—1938)
- Симиренко Левко Платонович (1855—1920)
- Симиренко Володимир Левкович (1891—1938)
- Мічурін Іван Володимирович (1855—1935)

### Літератори
- Джордж Гордон Байрон
- Пушкін Олександр Сергійович
- Лермонтов Михайло Юрійович
- Шевченко Тарас Григорович
- Гоголь Микола Васильович
- Стендаль, тобто Анрі Бейль
- Жорж Санд
- Еміль Золя
- Віктор Гюго
- Чехов Антон Павлович
- Толстой Лев Миколайович
- Островський Олександр Миколайович
- Апухтін Олексій Миколайович
- Оноре де Бальзак
- Надсон Семен Якович
- Владислав Сирокомля
- Жуль Верн
- Достоєвський Федір Михайлович
- Марк Твен
- Артур Конан Дойль
- Фрідріх Ніцше
- Теофіль Готьє

### Підприємці
- Ендрю Карнеґі
- Джон Девісон Рокфеллер
- Пінкертон Алан

## Театральні діячі
- Поліна Віардо-Гарсіа
- Шаляпін Федір Іванович
- Сара Бернар
- Генрік Ібсен
- Бернард Шоу
- Оскар Уайльд

### Художники

#### Художники Франції
- Жак-Луї Давід (1748 — 1825), художник (далі х-к)
- Ежен Делакруа (1798 — 1863), х-к
- Теодор Жеріко (1791 — 1824), х-к
- Антуан Жан Гро (1771—1835), х-к
- Франсуа Мілле (1814 — 1875), х-к
- Альфред Деоданк (1821 — 1882), х-к
- Жуль Бастьєн-Лепаж (1848 — 1884), х-к
- Франсуа Бонвен (1817 — 1887), х-к
- Оноре Дом'є (1808 — 1979), х-к
- Адольф-Фелікс Кальс (1810 — 1880), х-к і гравер
- Густав Курбе (1819 — 1877), х-к
- Ежен Фромантен (1820 — 1876), письменник, аналітик, художник
- Жан-Леон Жером (1824 — 1904), х-к і скульптор
- Едуар Мане (1832 — 1883), х-к
- Едґар Деґа (1834 — 1917), х-к
- Жуль Шере (1836 — 1932), х-к
- Еміль Галле (1846 — 1904), мебляр, майстер і технолог по склу
- Анрі Фантен-Латур (1836 — 1904), х-к
- Моне Клод (1840 — 1926), х-к
- Каролюс-Дюран (1838—1917), х-к
- П'єр-Огюст Ренуар (1841 — 1919), х-к
- Гюстав Доре (1832 — 1883), х-к
- Поль Сезанн (1839 — 1906), х-к
- Анрі Тулуз-Лотрек (1864 — 1901), х-к
- Марселен Дебутен (1823 — 1902), х-к і графік
- Антуан Воллон (1833 — 1900), х-к
- Франсуа Жерар (1770—1837), х-к
- Альфонс де Невіль (1836—1885), х-к
- Норберт Гьонетт (1854—1894), х-к і графік
- Жульєн Дюпре (1851—1910), х-к
- Каміль Піссарро (1830 — 1903), х-к
- Поль Гоген (1848 — 1903), х-к
- Вінсент ван Гог (1853 — 1890), х-к

#### Художники Іспанії
- Франсіско Гойя (1746 — 1828), художник (далі х-к)
- Хосе Мадрасо (1781—1859), х-к
- Вісенте Пальмаролі (1834—1896), х-к
- Вісенте Марч (1859—1927), х-к
- Маріано Фортуні (1838 — 1874), х-к
- Антоніо Муньйос Дегран (1840 — 1924), х-к
- Хосе Кордеро Вільєгас (1844 — 1921)
- Ульпіано Чека (1860 — 1916)
- Енріке Сімоне (1865 — 1927)
- Франсіско Праділья (1848 — 1921)
- Хоакін Соролья і Бастіда(1863 — 1923), учень Франсіско Праділья

#### Художники Російської імперії
- Кіпренський Орест Адамович (1782 — 1836), художник (далі х-к)
- Брюллов Карл Павлович (1799 — 1852), х-к
- Айвазовський Іван Костянтинович (1817 — 1900), х-к
- Рєпін Ілля Юхимович (1844 — 1930), х-к
- Врубель Михайло Олександрович (1856 — 1910), х-к
- Суриков Василь Іванович (1848 — 1916), х-к
- Головін Олександр Якович (1863 — 1930), х-к
- Полєнов Василь Дмитрович (1844 — 1927), х-к
- Шишкін Іван Іванович (1832 — 1898), х-к
- Верещагін Василь Васильович (1842 — 1904), х-к
- Куїнджі Архип Іванович (1842 — 1910)
- Васильєв Федір Олександрович (1850 — 1873), х-к
- Бенуа Олександр Миколайович (1870 — 1960), х-к
- Васнецов Віктор Михайлович (1848 — 1926), х-к
- Венеціанов Олексій Гаврилович (1780 — 1847), х-к
- Тропінін Василь Андрійович (1776 — 1857), х-к
- Левітан Ісаак Ілліч (1860 — 1900), х-к
- Ярошенко Микола Олександрович (1846 — 1898), х-к
- Саврасов Олексій Кіндратович (1830 — 1897), х-к
- Рубо Франц Олексійович (1856 — 1928), х-к
- Реріх Микола Костянтинович (1874 -1947), х-к
- Сєров Валентин Олександрович (1865 -1911), х-к
- Леон Бакст (1866 -1924), х-к

#### Російські колекціонери, меценати, володарі галерей
- Семенов-Тянь-Шанський Петро Петрович (1827—1914)
- Третьяков Павло Михайлович (1832—1898)
- Третьяков Сергій Михайлович (1834—1892)
- Щукін Дмитро Іванович (колекціонер) (1855—1932)
- Щукін Сергій Іванович (колекціонер) (1854—1936)
- Щукін Петро Іванович (колекціонер) (1853—1912)

#### Художники Великої Британії
- Джон Констебл (1776 — 1837)
- Фредерік Лейтон (1830 — 1896)
- Блейк Вільям (1757 — 1827)
- Вільям Тернер (1775 — 1851)
- Томас Лоуренс (1769 — 1830)
- Джордж Доу (1781 — 1829)
- Деніел Маклайз (1806 — 1870)
- Чарльз Бартон Барбер (1945—1894)
- Джон Пітер Рассел (1858 — 1930)
- Волтер Ленглі (1852 — 1922)
- Едвін Генрі Лендсір (1802—1873)

#### Художники Італії
- Вінченцо Кілоне (1758 — 1839)
- Андреа Аппіані (1754 — 1817)
- Натале Скьявоні (1777 — 1858)
- Філіппо Паліцци (1818 — 1899)
- Стефано Уссі (1822 — 1901)
- Джачінто Джиганте (1806 — 1876)
- Іпполіто Каффі ((1809 — 1866))
- Джованні Болдіні (1842 — 1931)
- Джакомо Фавретто (1849 -1887)
- Джованні Сегантіні (1858 — 1899)
- Чезаре Бізео (1843 — 1909)
- Федеріко Дзандоменегі (1841 — 1917)

#### Художники Польщі в складі Російської імперії
- Ян Матейко (1838 — 1893), х-к
- Яцек Мальчевський (1854 — 1929), х-к
- Генрик Семирадський (1843 — 1902), х-к

#### Художники Японії
- Утаґава Хіросіґе (1797 — 1858), х-к
- Кацусіка Хокусай (1760 — 1849), х-к

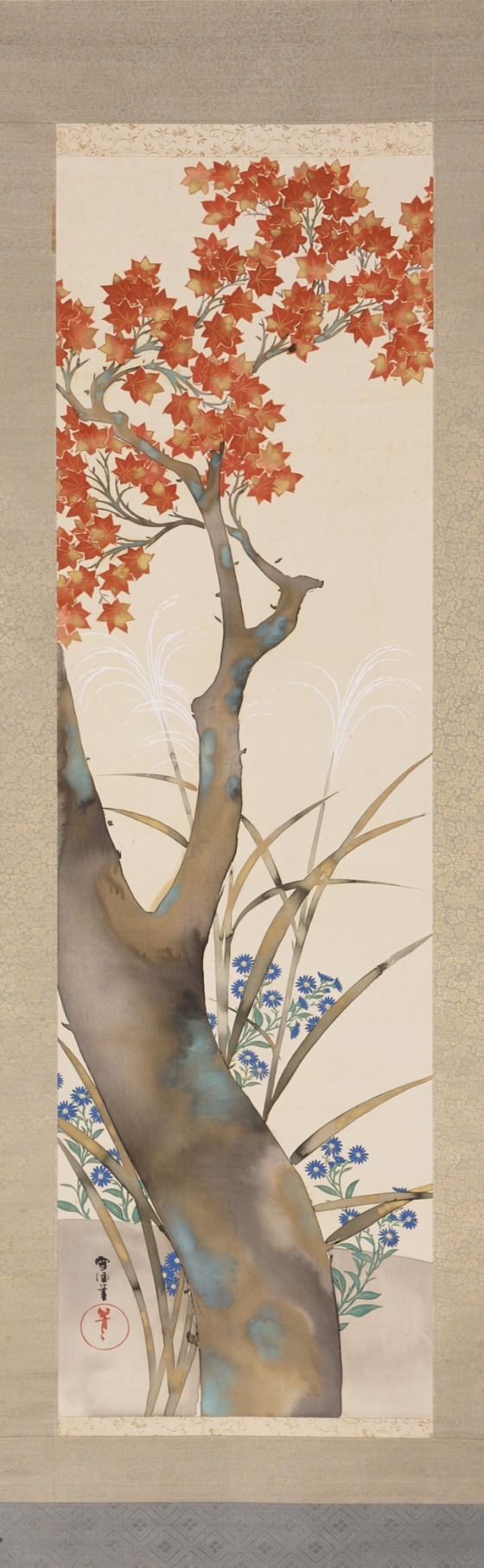
Камісака Секка. «Японський клен восени».

- Яшима Гакутей (яп. 八島岳亭; бл.1786 — 1868)
- Утагава Кунійосі (1798 — 1861), х-к
- Кубо Сюнман (1857—1820 ?), х-к
- Кано Сьосен'ін (1823 — 1880)
- Сібата Дзесін(1807 — 1891)
- Цукіока Йосітосі (1839 — 1892), х-к
- Кікуті Йосай (1781 — 1878), х-к
- Кобаясі Кійотіка (1847 — 1915), х-к
- Тосіхіде Міґіта (1862 — 1925), х-к
- Тойохара Тіканобу (1838—1912)
- Оґата Гекко (1859 — 1920), х-к
- Коно Байреі (1844 — 1895)
- Такеуті Сейхо (1864 — 1942)
- Уемура Сьоен (жінка-художниця 1875 — 1949)
- Каваі Ґйокудо (1873 — 1957)

#### Художники Сполучених Штатів
- Константин Бруміді (1805—1880), х-к декоратор, портретист
- Вільям Сідней Маунт (1807—1868)
- Джордж Іннес (1825—1894)
- Істмен Джонсон (1824—1906), х-к
- Вінслоу Хомер (1836—1910), х-к
- Кеньйон Кокс (1856—1919), х-к
- Джон Сінгер Сарджент (1856 — 1925), х-к
- Фредерік Артур Бріджмен (1847 — 1928), х-к
- Вільям Гарнет (1848—1892), майстер натюрмортів
- Вільям Холбрук Бірд (1825—1900), х-к анімаліст

#### Художники Чехії в складі Австро-Угорщини
- Йозеф Манес (1820 — 1871)
- Еміль Орлик (1870 — 1932)
- Якуб Шиканедер (1855 — 1924)
- Вацлав Брожик (1851 — 1901)
- Альфонс Марія Муха (1860 — 1939)

#### Художники інших країн Європи

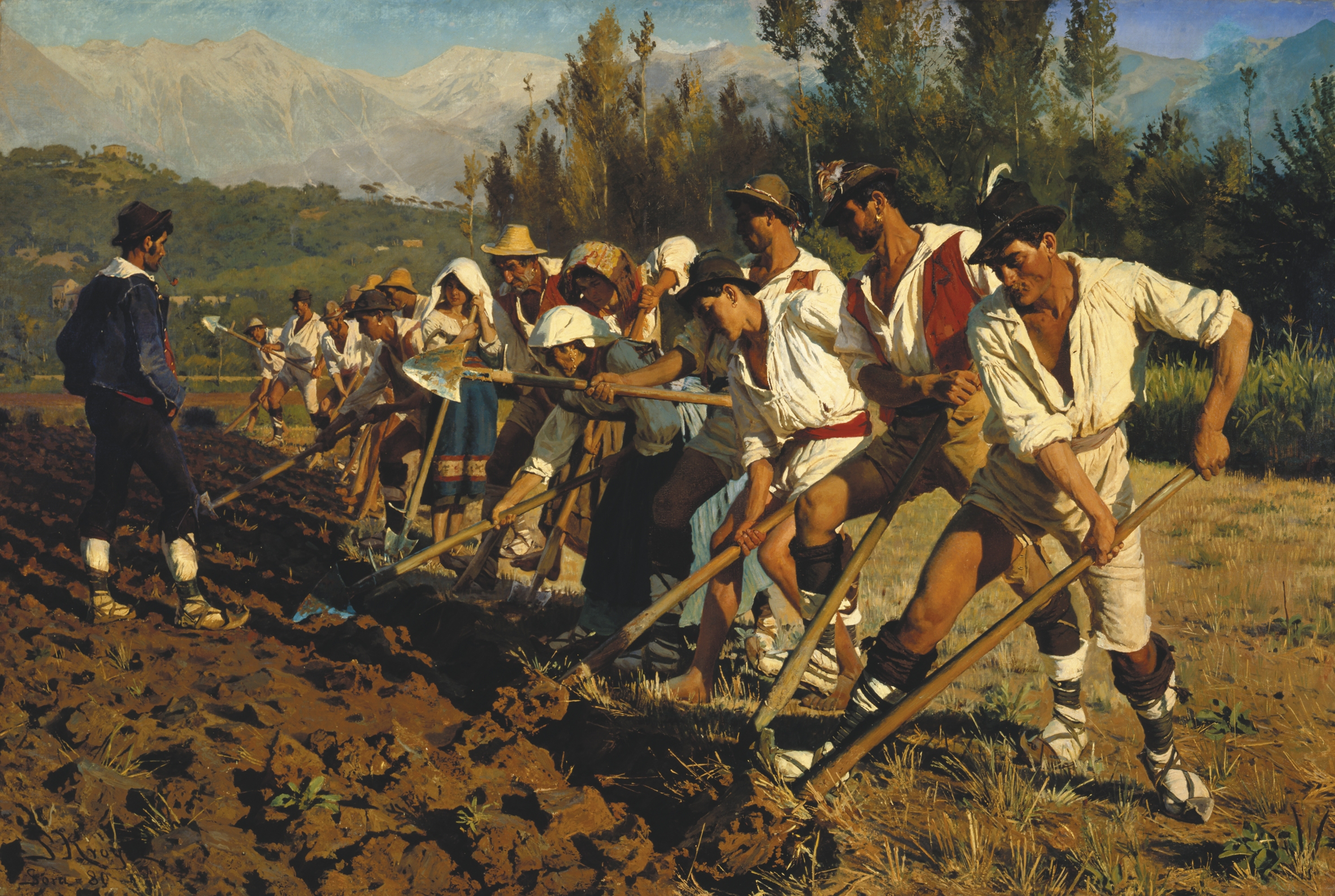
Педер Северін Крейєр. «Сільські працівники в Абруццо», 1880, Художній музей, Фінен, Данія, Оденсе.

- Йоган Ендер (1793 — 1854), х-к ()
- Беклін Арнольд (1827 — 1901), х-к (Швейцарія, Італія)
- Ансельм Фейєрбах (1829 — 1880), х-к (Німеччина, Італія)
- Фердінанд Ходлер (1853 — 1918), х-к (Швейцарія)
- Френк Бухер (1828 — 1890), х-к (Швейцарія)
- Андерс Цорн (1860 — 1920), х-к, (Швеція)
- Педер Северін Крейєр (1851 — 1909), х-к
- Луї Галле (художник) (1810 — 1887), х-к, (Бельгія)
- Огюст Олефф (1867 — 1931), х-к
- Леон Фредерік (1856 — 1940), х-к
- Кристіан Крог (1852 — 1906), х-к
- Хальфдан Егедіус (Halfdan Egedius 1877 —1899), х-к
- Гарріет Баккер (Harriet Backer 1845 —1932), норвезька жінка-художниця
- Йонкінд Йоган Бартольд (1819 — 1891), х-к і графік (Франція)
- Маріано Фортуні (1838—1874) (Іспанія)
- Сальвадор Санчес Барбудо (1857—1917) (Іспанія)
- Огюст Левек (1866—1921)
- Рудольф фон Альт (1812 — 1905), х-к
- Густав Венцель (1859 — 1927), х-к
- Людвиг Дойч (1855 — 1935), х-к
- Едвард Мунк (1863 — 1944), х-к, Норвегія

#### Художники-графіки
- Франсіско Гойя (1746—1828)
- Шарль Меріон (1821—1868)
- Каміль Коро (1796—1875)
- Франсуа Мілле (1814—1875)
- Шарль Жак (1813—1894)
- Шарль Добіньї (1817—1878)
- Каміль Піссарро (1830—1903)
- Марселен Дебутен (1823—1902)
- Альфонс Легро (1837—1911)
- Анрі де Тулуз-Лотрек (1864—1901)
- Фелікс Бракмон (1833—1914)
- Поль Елльо (1859—1927)
- Норберт Гьонетт (1854—1894)

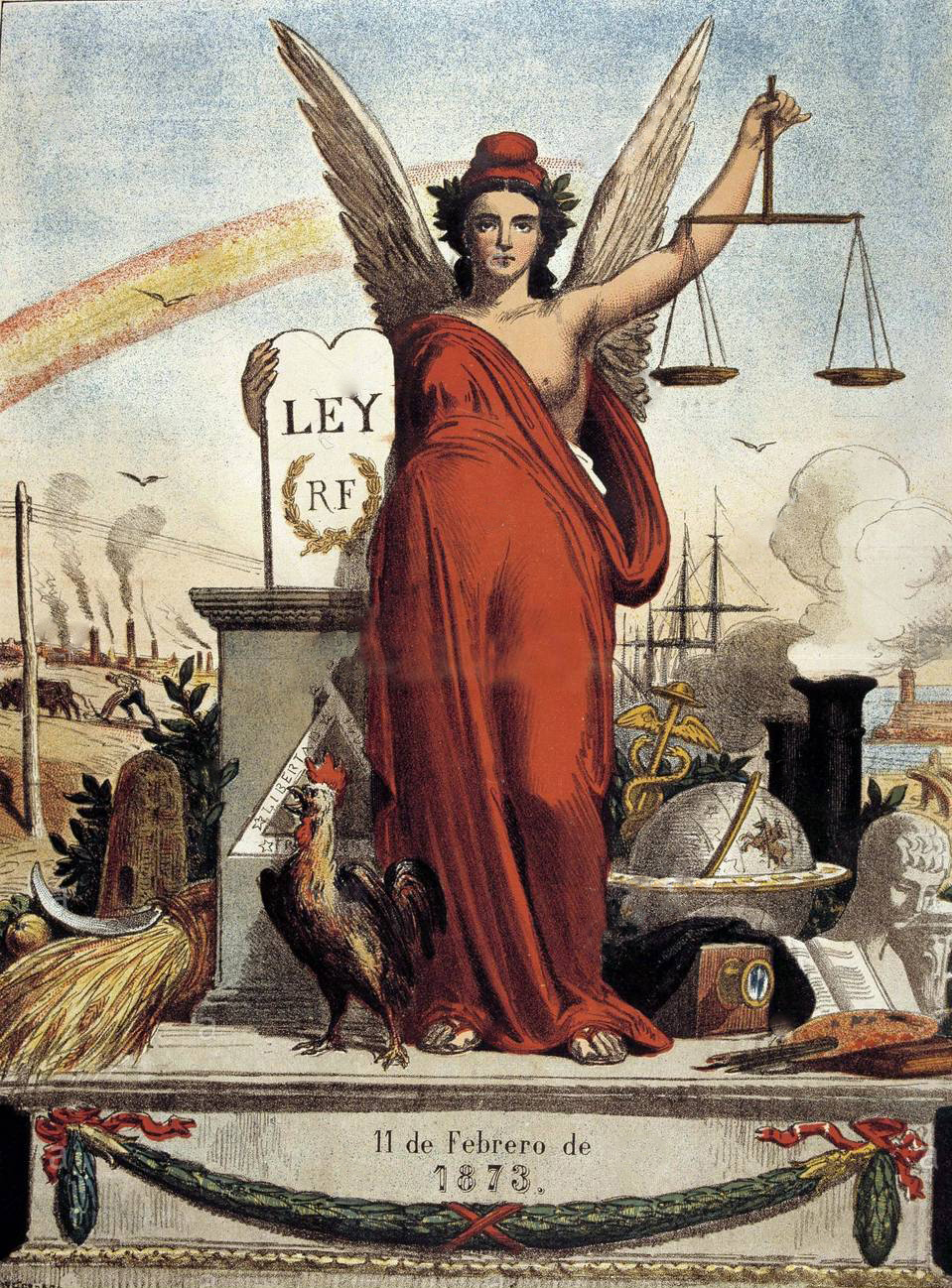
Томас Пабло Педрет. Алегорія 1-ї іспанської республіки, 1873 р.

- Леонід Осипович Пастернак (1862—1945)

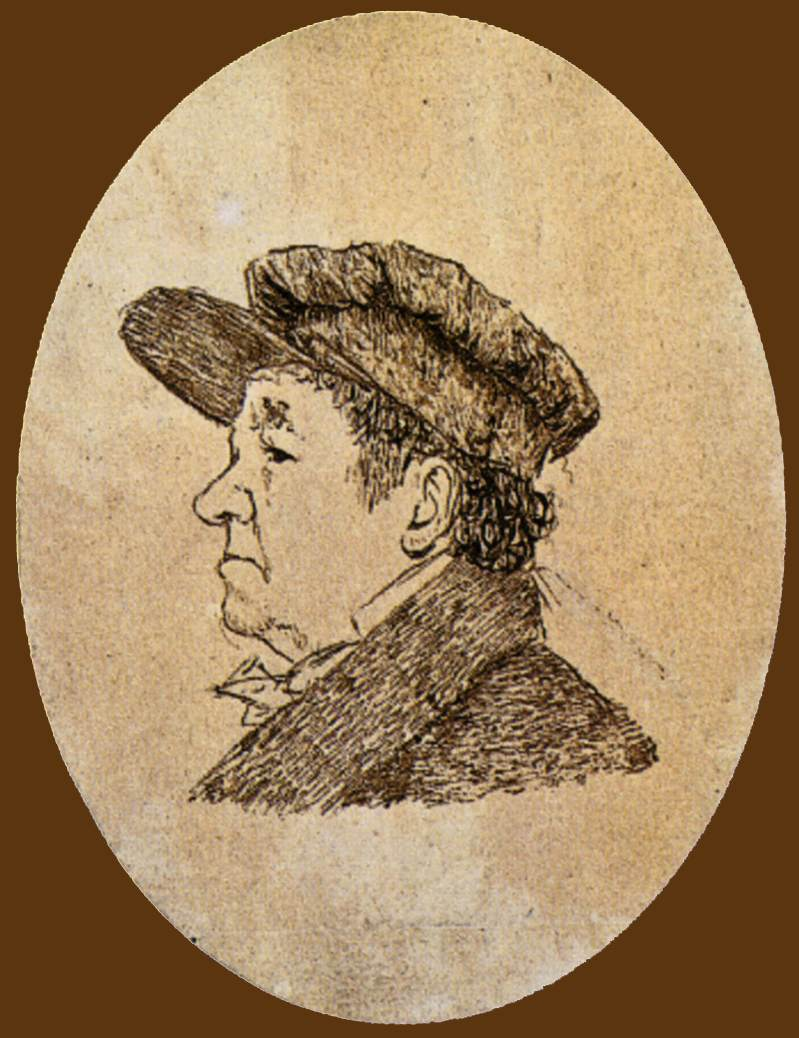
Франсіско Гойя, «Автопортрет», 1824 р.
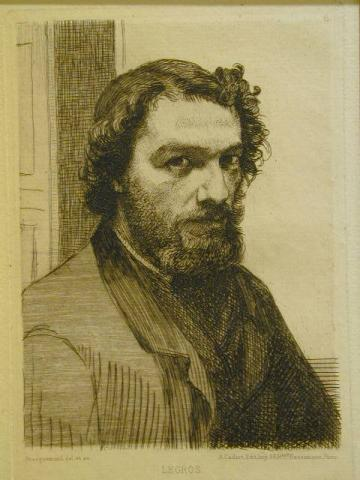
Фелікс Бракмон. «Портрет Альфонса Легро»
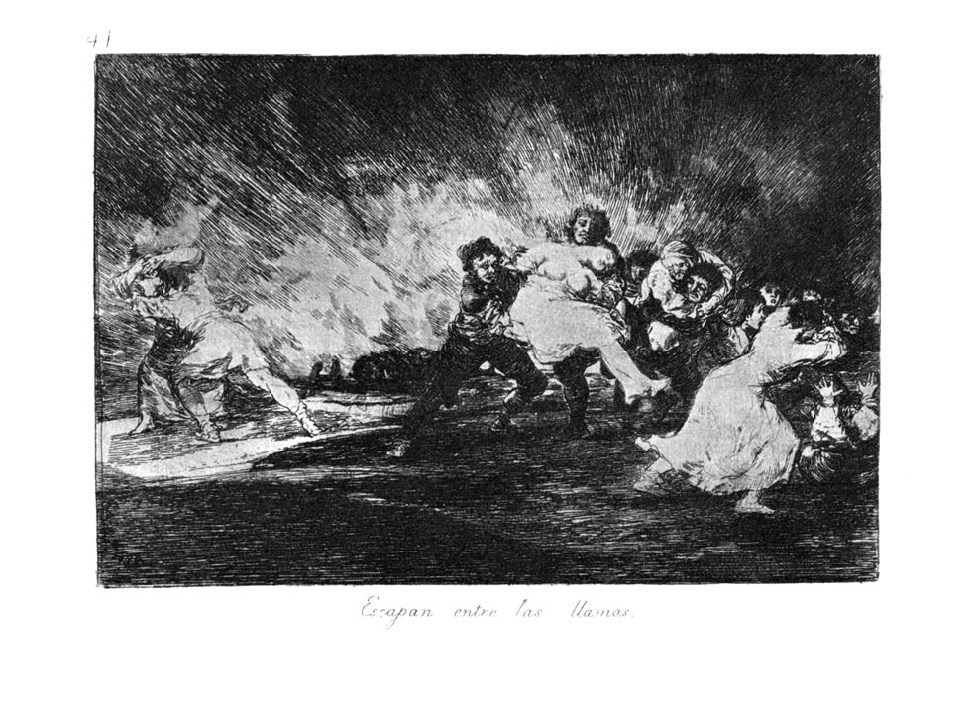
Франсіско Гойя. «Вони біжать через полум'я» (аркуш № 41,серія Лихоліття війни, друк 1863 р.)
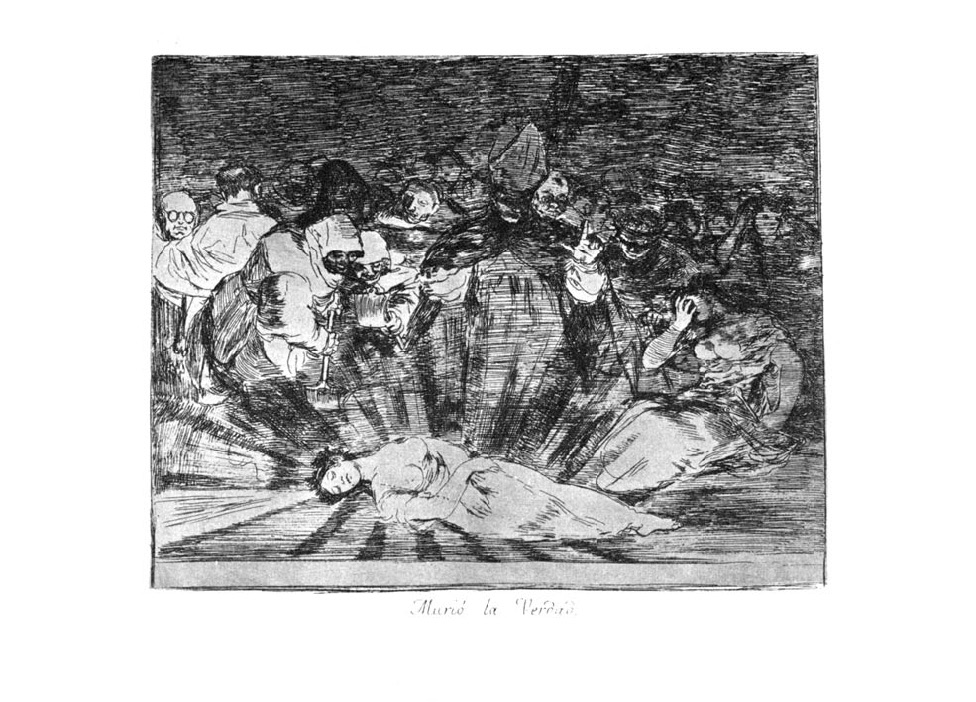
Франсіско Гойя. «Правда померла», серія Лихоліття війни, друк 1863 р.
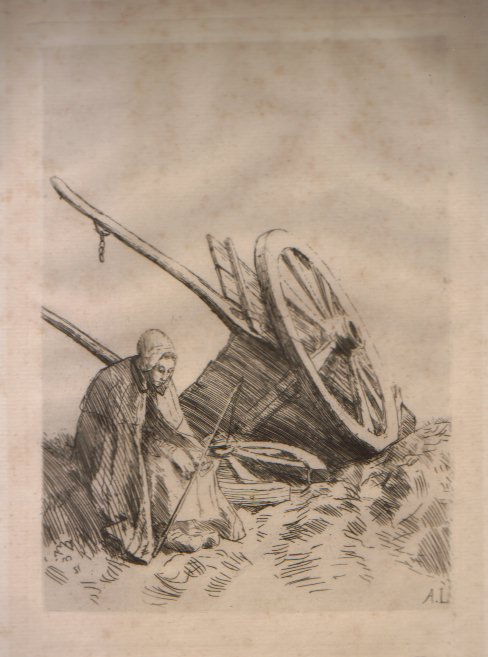
Альфонс Легро . «Зламався візок».
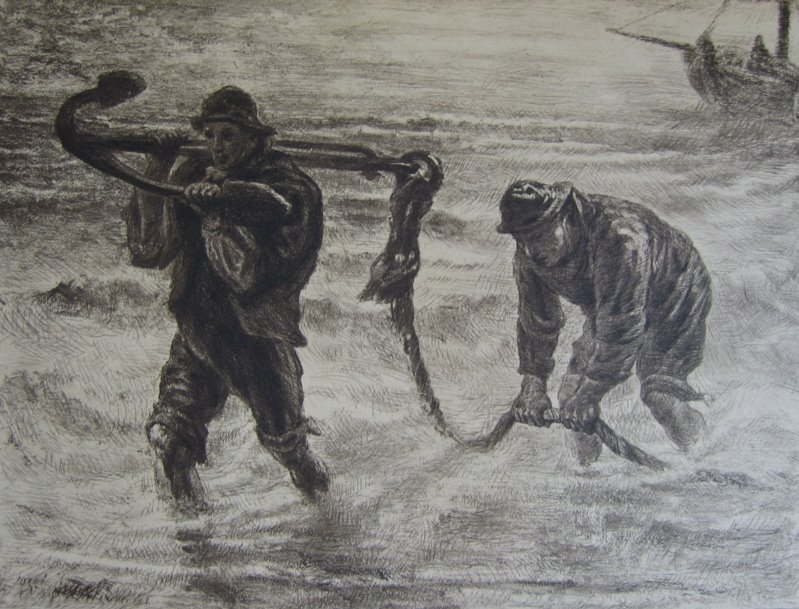
Марселен Дебутен . «Трударі моря», 1889 р.
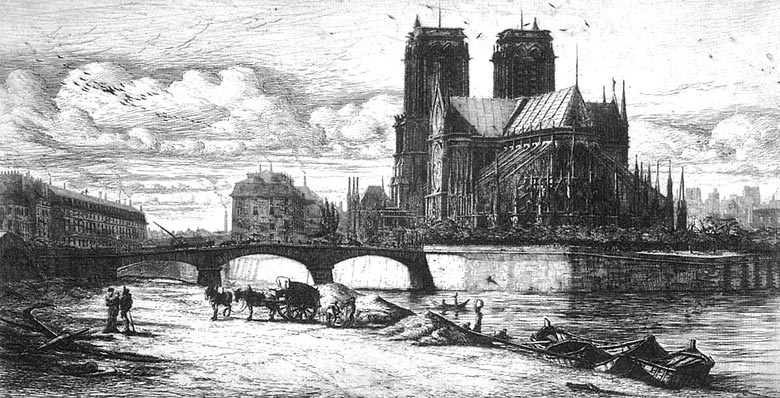
Шарль Меріон. «Вівтарна частина собору Паризької Богоматері», 1854 р.
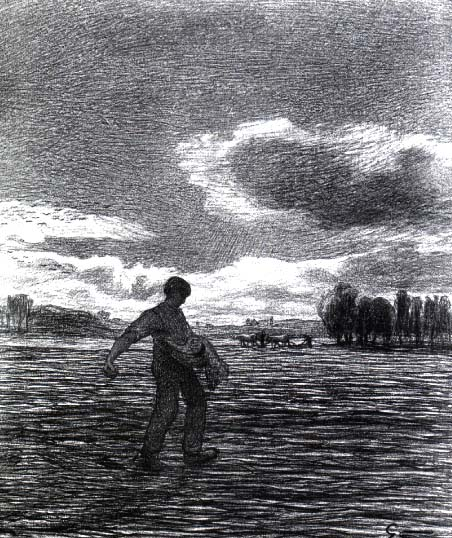
«Сіяч», графіка Джованні Сегантіні, 1897 р.

### Скульптори
- Микешин Михайло Йосипович (1835 — 1896), російський скульптор
- Макс Клінгер (1857 — 1920), х-к, скульптор, Німеччина
- Юліан Марковський (1846 — 1903), український скульптор
- Жозеф Ламбо (1852 —1908), бельгійський скульптор
- Волнухін Сергій Михайлович (1859 — 1921), російський скульптор

## Скульптори Італії
- Луїджі Памплоні (?), італійський скульптор
- Енріко Пацці (1819—1899), італійський скульптор
- Піо Феді (1815—1892), італійський скульптор
- Джованні Бастьяніні (1830—1868), італійський скульптор
- Ернесто Біонді (1855—1917), італійський скульптор
- П'єтро Тенерані (1789—1869), італійський скульптор
- Ерколе Роза (?), італійський скульптор
- Константино Корті (1824—1873), італійський скульптор
- Етторе Ксіменес (1855—1926), італійський скульптор
- Луїджі Беллі (1844—1919), італійський скульптор

## Скульптори Франції
- Клодіон (1738—1814)
- Жан-Антуан Гудон (1741—1828)
- Франсуа Рюд (1784 — 1855)
- Жан Батіст Карпо (1827 — 1875)
- Антуан Барі (1796 — 1875)
- Карре-Беллез Альберт-Ернест (1824—1887)
- П'єр-Жуль Мен (1810—1879)
- Жорж Готьє (1811—1872)
- Лука Мадрассі (1848—1916)
- Огюст Моро (1834—1917)
- Жан-П'єр Корто (1787—1843)
- Віктор Террас (1796—1864)
- Ежен Удіне (1810—1887)
- Огюст Дюмон (1801—1884)
- Мішель-Луї Мерсьє (1810—1894)
- Жан-Жак Фуше (1807—1852).
- Давид д'Анже (1788—1856)
- Антуан-Дені Шоде (1763—1810)
- Анрі Шапу (1833—1891)
- Антонін Мерсьє (1845—1916)
- П'єр Картельє (1757—1831)
- Іполіт Боннарде (Hippolyte Bonnardel 1824—1856)
- Жозеф Шинар (1756—1813)
- Франсуа Жофрей (Jouffroy 1806—1882)
- Луї-Ернест Барья (1851—1905)
- Ежен Гійом (Eugène Guillaume 1822—1905)
- Жан-Жозеф Перро (Jean-Joseph Perraud 1819—1876)
- Густав Доре (1832—1883)
- Огюст Роден (1840 — 1917)
- Антуан Бурдель (Еміль Антуан Бурдель, 1861 — 1929)

### Архітектори
- Тома де Томон (1760—1813), архітектор (далі — арх.)
- Луїджі Руска (1762—1822)
- Франческо Кампорезі (1747—1831)
- Якуб Кубицький (1758—1833)
- Карл Фрідріх Шинкель (1781 — 1841), арх.
- Беретті Вікентій Іванович (1781—1842)
- Едвард Блор (1787 — 1879), арх.
- Лео фон Кленце (1784 — 1864), арх.
- Джозеф Пакстон (1803 — 1865), арх.
- Ежен Віолле-ле-Дюк (1814—1879)
- Огастес П'юджин (1812 — 1852), архітектор, Велика Британія.
- Биковський Михайло Дорімедонтович (?), арх.
- Рагнар Естберг (1866—1945), архітектор, Швеція
- Лешек Дезидерій Владислав Городецький (1863 — 1930), арх.
- Кекушев Лев Миколайович (1859 — 1919 ?)
- Шехтель Федір Осипович (1859 — 1926), арх.
- Рене Сержан (1865 — 1927), арх.
- Антоніо Гауді (1852 — 1926), архітектор, Іспанія.
- Олександр Іванович фон Гоген (1856—1914)
- Ейзенштейн Михайло Осипович (1867—1920)
- Анрі Ван де Велде (1863—1957)

### Композитори
- Людвіг ван Бетховен (1770 — 1827)
- Нікколо Паганіні (1782 — 1840)
- Фредерик Шопен (1810 — 1849)
- Глінка Михайло Іванович (1804 — 1857)
- Чайковський Петро Ілліч (1840 — 1893)
- Роберт Шуман (1810 — 1856)
- Франц Петер Шуберт (1791 — 1828)
- Ріхард Вагнер (1813 — 1883)
- Джузеппе Верді (1813 — 1901)
- Сен-Санс Каміль (1835 — 1921)
- Жак Оффенбах (1819 — 1880)
- Мусоргський Модест Петрович (1839 — 1881)
- Мендельсон Фелікс (1809 — 1847)
- Ференц Ліст (1811 — 1886)
- Густав Малер (1860 — 1911)
- Джоплін Скотт (1868 — 1917)
- Едвард Гріг (18743 — 1907)
- Антонін Леопольд Дворжак (1841 — 1904)
- Клод Дебюссі (1862 — 1918)
- Брукнер Антон (1824 — 1896)
- Йоганнес Брамс (1833 — 1897)
- Бородін Олександр Порфирійович (1833 — 1887)
- Жорж Бізе (1838 — 1875)
- Гектор Берліоз (1803 — 1869)

### Меценати і колекціонери
- Третьяков Павло Михайлович (1832—1898)[1].
- Ханенко Богдан Іванович (1849—1917), український меценат і колекціонер[2]
- Луї ла Каз (1798—1869), французький меценат і колекціонер

### Спортсмени
- Ґрейс Вільям

## Вислови про XIX століття
Людвіг фон Мізес про значення XIX століття у своєму magnum opus «Людська діяльність»:
Звинувачувати епоху лібералізму в нібито матеріалізмі було б цілеспрямованим перекручуванням фактів. Дев'ятнадцяте століття було не лише століттям безпрецедентного вдосконалення технічних методів виробництва і матеріального добробуту мас. Воно зробило набагато більше, ніж продовжило середню тривалість людського життя. Його наукові та мистецькі досягнення нетлінні. Це була епоха безсмертних музикантів, письменників, поетів, художників і скульпторів; воно здійснило революцію в філософії, економіці, математиці, фізиці, хімії та біології. І, вперше в історії, воно зробило великі твори і великі думки доступними для звичайної людини.